# Santiago Hoyos
Santiago Abel Hoyos (Buenos Aires, 3 giugno 1982) è un ex calciatore argentino, di ruolo difensore.

## Caratteristiche tecniche
È un difensore centrale.

## Palmarès
- Campionato argentino: 1

Lanús: 2007 (A)
- Campionato messicano: 1

Santos Laguna: 2012 (C)